# 西村明宏
西村 明宏（にしむら あきひろ、1960年〈昭和35年〉7月16日 - ）は、日本の政治家。
環境大臣（第31代）、内閣府特命担当大臣（原子力防災）、内閣官房副長官（第4次安倍第2次改造内閣）、国土交通副大臣兼内閣府副大臣兼復興副大臣（第2次安倍改造内閣・第3次安倍内閣）、内閣府大臣政務官（第1次安倍改造内閣・福田康夫内閣）、衆議院国土交通委員長、衆議院議員（6期）、自由民主党国会対策委員長代行を歴任した。
父は書家の西村天峰（にしむら てんぽう、本名：西村 明〈にしむら あきら〉、1930年 - 2011年8月7日）。

## 来歴

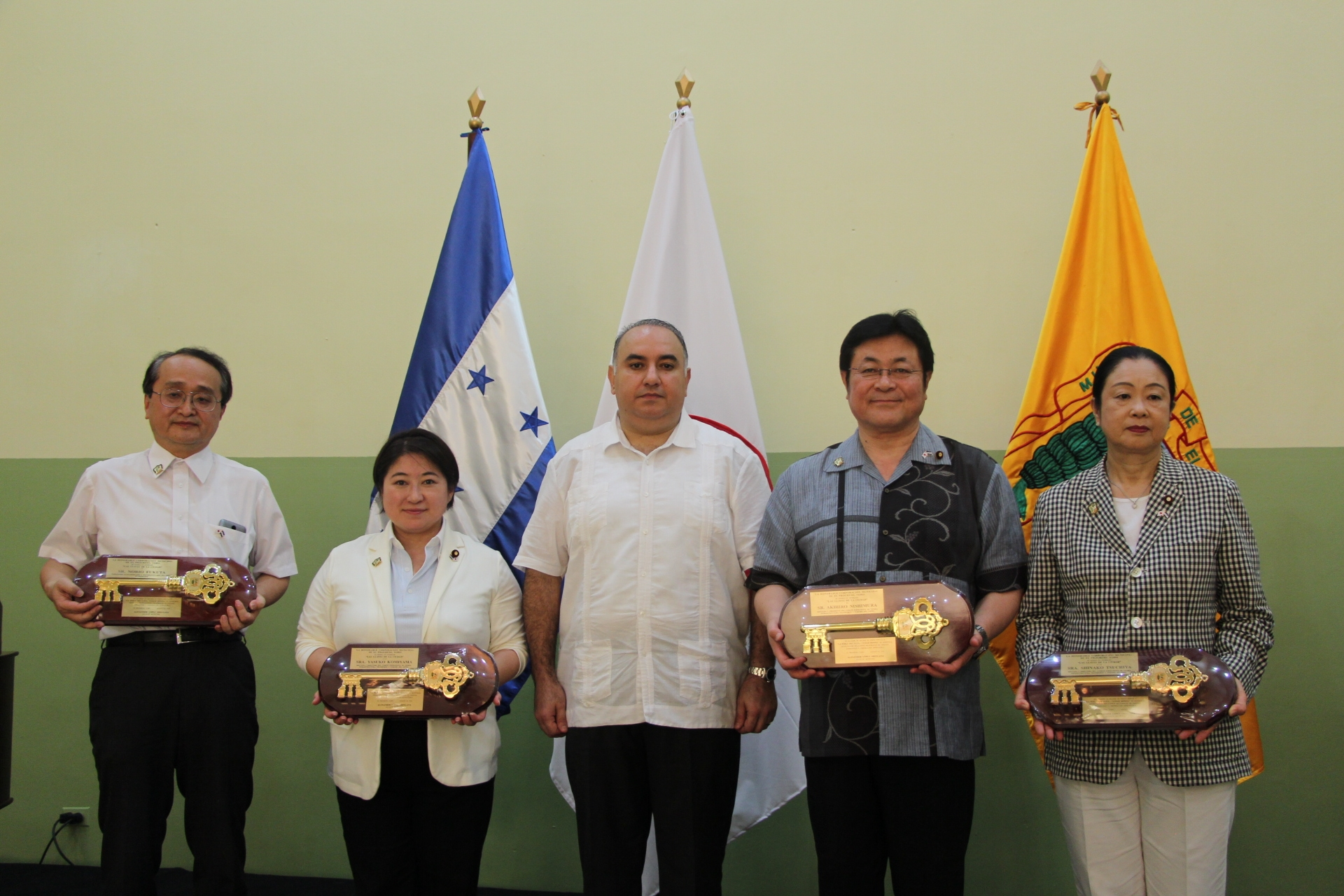
ホンジュラスにて。土屋品子，小宮山泰子らと（2018年）

福岡県北九州市生まれ（現住所は宮城県名取市手倉田字諏訪）。福岡県立小倉高等学校を経て、早稲田大学政治経済学部政治学科卒業。同大学院政治学研究科修了。
大学の先輩である三塚博衆議院議員の政策秘書などを務め、後継指名を受けて2003年11月9日の第43回衆議院議員総選挙に自由民主党公認で宮城3区から出馬し、初当選。2005年9月11日の第44回衆議院議員総選挙で再選。
2007年9月、第1次安倍内閣で内閣府大臣政務官に任命された。
2009年8月30日の第45回衆議院議員総選挙では、公明党の推薦も受けたが比例復活も出来ずに落選した。
2012年12月16日の第46回衆議院議員総選挙で自民党から宮城3区に出馬し、3選。国政に復帰する。
2014年9月4日、第2次安倍改造内閣で国土交通副大臣兼復興副大臣に任命され、翌月3日、兼ねて内閣府副大臣に任命された。2014年12月14日の第47回衆議院議員総選挙で自民党から宮城3区に出馬し、4選。
2017年8月、衆議院国土交通委員長に就任。同年10月22日の第48回衆議院議員総選挙で野党の新人2人相手に完勝し、5選。
2018年10月、自民党経済産業部会長に就任。
2019年3月17日、自民党宮城県連会長に就任。同年9月、第4次安倍再改造内閣で内閣官房副長官に任命された。
2020年9月29日、自民党政務調査会副会長兼事務局長、選挙対策委員会筆頭副委員長に就任。
2021年10月31日、第49回衆議院議員総選挙で6選。
2022年8月10日、第2次岸田第1次改造内閣において環境大臣に任命され、初入閣。
2023年12月22日、自民党国会対策委員長に就任した浜田靖一が新設した党国会対策委員長代行に同代理の西村が指名された。
2024年9月9日、高市早苗は自民党総裁選挙の出馬会見を行い、裏金事件をめぐる安倍派議員の処遇について「党の処分を覆すことはない」と明言した。9月12日に総裁選が告示され、9人が立候補した。裏金議員について次期衆院選で「非公認」とする可能性に一時言及した石破茂と高市の決選投票が濃厚になると、旧安倍派は一気に高市に動いた。高市は1回目の議員投票で、報道各社の事前調査での30～40票を大きく上回る72票を獲得した。党員数と合わせた得票数は1位だったが、決選投票で石破に敗れた。裏金議員85人（同年2月13日に公表）の一人である西村は1回目の投票について、宮城テレビ放送の取材に対し、投票先を公表しなかった。決選投票では高市に投じた。
同年10月6日、石破茂首相は第50回衆議院議員総選挙に向けて、政治資金パーティー裏金事件で党員資格停止の処分を受けた議員などを公認しないことを決めるとともに、西村ら裏金議員43人について比例代表への重複立候補を認めない方針を示した。10月15日、総選挙公示。宮城3区からは西村、立憲民主党新人の柳沢剛の2人が立候補した。公明党は16日までに、出馬した計46人の裏金議員のうち、西村ら35人を推薦した。自民党は裏金問題や統一教会問題、10月23日に発覚した非公認候補への2000万円支給問題などで逆風が吹き荒れた。10月27日、総選挙執行。投票締め切りの20時直後に宮城テレビ放送は柳沢の当選確実を報じ、柳沢は初当選した。比例重複が認められなかった西村は議席を失った。裏金事件に関係した候補者は18勝28敗だった。

## 政策・主張

### 憲法
- 憲法改正について、2017年、2021年のアンケートで「どちらかといえば賛成」と回答[35][36]。

- 憲法9条への自衛隊の明記について、2021年のアンケートで「賛成」と回答[37]。

- 憲法を改正し緊急事態条項を設けることについて、2021年の毎日新聞社のアンケートで「賛成」と回答[38]。

### 外交・安全保障
- 安全保障関連法の成立について、2017年のアンケートで「評価する」と回答[35]。

- 「他国からの攻撃が予想される場合には敵基地攻撃もためらうべきではない」との問題提起に対し、2017年、2021年のアンケートで「どちらとも言えない」と回答[35][36]。

- 「北朝鮮に対しては対話よりも圧力を優先すべきだ」との問題提起に対し、2017年、2021年のアンケートで「どちらかと言えば賛成」と回答[35][36]。

- 普天間基地の辺野古移設について、2021年のアンケートで「どちらかと言えば賛成」と回答[36]。

### ジェンダー
- 選択的夫婦別姓制度の導入について、2014年、2017年のアンケートでは「反対」と回答[39][35]。2021年のアンケートでは「どちらかといえば反対」と回答[36]。

- 同性婚を可能とする法改正について、2017年のアンケートで「どちらとも言えない」と回答[35]。2021年の朝日新聞社のアンケートでは「どちらとも言えない」と回答[36]。同年のNHKのアンケートでは回答しなかった[37]。

- 「LGBTなど性的少数者をめぐる理解増進法案を早期に成立させるべきか」との問題提起に対し、2021年のアンケートで「どちらとも言えない」と回答[36]。

- クオータ制の導入について、2021年のアンケートで回答しなかった[37]。

### 消費税増税
- 2012年の公開アンケートにおいて、消費税を2014年4月に8%、2015年10月に10%まで引き上げる法律が成立したことについて「引き上げは必要だが、時期は先送りすべきだ」と回答している[40]。

- 2014年の公開アンケートにおいて、「2017年4月に消費税率を10%に引き上げるべきだ」と回答している[41]。

- 2017年の公開アンケートにおいて、消費税を2019年10月に10%に引き上げることについて「賛成」と回答している[42]。

### その他
- アベノミクスについて、2014年、2017年のアンケートで「評価する」と回答[43][35]。

- 安倍内閣による森友学園問題・加計学園問題への対応について、2017年のアンケートで「どちらかといえば評価する」と回答[35]。

- 森友学園への国有地売却をめぐる公文書改竄問題で、2021年5月6日、国は「赤木ファイル」の存在を初めて認めた[44]。しかし5月13日、菅義偉首相はファイルの存在を踏まえた再調査を行わない考えを報道各社に書面で示した[45]。9月の自民党総裁選挙で総裁に選出された岸田文雄も10月11日、衆議院本会議の代表質問で再調査の実施を否定した[46]。国の対応をどう考えるかとの同年の毎日新聞社のアンケートに対し「これ以上、調査や説明は必要ない」と回答[38]。

- 原発は日本に必要だと2014年のアンケートで回答[43]。

- 「原子力発電への依存度について今後どうするべきか」との問題提起に対し、2021年のアンケートで回答しなかった[37]。

- 「ドナルド・トランプ大統領を信頼できるか」との設問に対し、2017年の毎日新聞社のアンケートで「信頼できる」と回答[42]。

- カジノ解禁について、2017年の毎日新聞社のアンケートで「賛成」と回答[42]。

- 2013年11月26日、特定秘密保護法案の採決で賛成票を投じている[47]。

## 人物

### 統一教会との関係
- 2017年5月9日、世界平和統一家庭連合（旧統一教会）系の日刊紙「ワシントン・タイムズ」主催による「日米議員・有識者懇談会」が衆議院第一議員会館で開催。西村は懇談会に出席し、のちの取材で「米国議員が来日するので出席してほしいと別の議員から誘いを受け、会議の前に顔を出した」と答えた[48]。教団の北米総会長（当時）のキム・ギフンは懇談会で「ワシントン・タイムズ代表団と日本の国会議員約100人が出会った場所で『真の父母様』の考えを紹介でき、とても満足しています」と述べた[48]。
- 2019年6月9日、旧統一教会の友好団体幹部が講師に招かれた集会「激動の二〇一九年 日本の行くべき道 安全保障フォーラム 宮城県大会」が仙台国際センターで開催。西村は同集会で宮城県代表世話人を務めた[49][50]。
- 2022年8月10日の環境相就任記者会見において、西村は当時自身が会長を務めていた自由民主党宮城県連に当該会合への案内があったことから「世話人を引き受けたというのは事実だ」と認めたうえで、当該イベントへの出欠に関して「率直にあまり記憶がない」「会合が多く、記憶がない」などと話し、「事務所に確認したが出欠の記録が残っていないためわからない」とする一方で、他の世話人が著名な保守系の識者であったので、当該イベントが旧統一教会と関係があるという認識はなく、指摘があって初めて知ったことであり、旧統一教会とは「直接の関係は持っていないし、主催だと認識している会合に出席したことは今までない」と釈明し、「今後は旧統一教会とは一切関係を持たず、疑念を抱かれることがないように適切に対応したい」と語った[51][52][53]。
- 2023年1月21日、共同通信社は全国の自民党都道府県連に対して行ったアンケートの結果を発表。西村が会長を務める党宮城県連は、同年春の統一地方選挙で立候補予定者を公認・推薦する際、統一教会との接点や関係遮断の意思を確認しない方針であることを示した[54]。自民党は2022年10月25日にガバナンス・コードと呼ばれる党行動指針を改訂し、都道府県連に対し統一教会との関係遮断の徹底を通知したが[55]、宮城を含む12県連は党本部の指令に従わないことが明らかとなった[54]。

### 政治資金パーティー収入の裏金問題
自民党5派閥が開いた政治資金パーティーをめぐる問題で、自民党は2024年2月13日、党所属のすぺての国会議員らを対象に実施したアンケートの集計結果を公表した。西村はノルマの超過分に対する清和政策研究会（安倍派）からのキックバックとして、2018年から2022年にかけての5年間で計554万円を裏金にしていたことが明らかとなった。
同年5月14日、衆議院政治倫理審査会は、裏金事件に関与しながら同審査会で弁明していない自民党議員44人に出席と説明を求める野党の申立てを全会一致で可決した。同月17日、参議院政治倫理審査会も同様に、弁明していない議員29人に出席と説明を求める申立てを全会一致で可決した。西村を含む関係議員73人は全員出席を拒否し、6月23日に通常国会は閉会した。

## 選挙
| 当落 | 選挙                   | 執行日         | 年齢 | 選挙区  | 政党       | 得票数    | 得票率 | 定数 | 得票順位 /候補者数 | 政党内比例順位 /政党当選者数 |
| ---- | ---------------------- | -------------- | ---- | ------- | ---------- | --------- | ------ | ---- | ------------------ | ---------------------------- |
| 当   | 第43回衆議院議員総選挙 | 2003年11月09日 | 43   | 宮城3区 | 自由民主党 | 7万4045票 | 46.35% | 1    | 1/3                | /                            |
| 当   | 第44回衆議院議員総選挙 | 2005年09月11日 | 45   | 宮城3区 | 自由民主党 | 9万8269票 | 52.26% | 1    | 1/3                | /                            |
| 落   | 第45回衆議院議員総選挙 | 2009年08月30日 | 49   | 宮城3区 | 自由民主党 | 8万5897票 | 43.49% | 1    | 2/3                | 6/5                          |
| 当   | 第46回衆議院議員総選挙 | 2012年12月16日 | 52   | 宮城3区 | 自由民主党 | 8万8801票 | 58.24% | 1    | 1/3                | /                            |
| 当   | 第47回衆議院議員総選挙 | 2014年12月14日 | 54   | 宮城3区 | 自由民主党 | 7万6246票 | 54.49% | 1    | 1/3                | /                            |
| 当   | 第48回衆議院議員総選挙 | 2017年10月22日 | 57   | 宮城3区 | 自由民主党 | 9万2893票 | 60.31% | 1    | 1/3                | /                            |
| 当   | 第49回衆議院議員総選挙 | 2021年10月31日 | 61   | 宮城3区 | 自由民主党 | 9万6210票 | 59.27% | 1    | 1/3                | /                            |
| 落   | 第50回衆議院議員総選挙 | 2024年10月27日 | 64   | 宮城3区 | 自由民主党 | 6万6906票 | 44.76% | 1    | 2/2                | /                            |

## 所属団体・議員連盟
- 自民党たばこ議員連盟[59]
- 自民党国際人材議員連盟
- 日中友好議員連盟
- 日韓議員連盟
- トラック輸送振興議員連盟
- 北京オリンピックを支援する議員の会
- 日本会議国会議員懇談会[60]
- 神道政治連盟国会議員懇談会[60]
- みんなで靖国神社に参拝する国会議員の会[60]
- 日本・キューバ友好議員連盟（事務局長）
- 空き家対策推進議員連盟（事務局長）
- 朝鮮通信使交流議員の会（事務局長）
- 自民党動物愛護管理推進議員連盟（幹事）
- 日本・アフリカ連合友好議員連盟（幹事）
- 日本調理師連合会（名誉会長）
- 日本・ロシア協会（副会長）
- 日韓親善協会中央会（常任理事）
- 全国国宝重要文化財所有者連盟（顧問）
- 宮城県林業団体連絡協議会（会長）
- TPP交渉における国益を守り抜く会
- 国際観光産業振興議員連盟
- パチンコ・チェーンストア協会（政治分野アドバイザー）[61]